# الخليج التجاري
الخليج التجاري (بالإنجليزية: Business Bay) هي المنطقة المركزية للأعمال الخاصّة في مدينة دبي، دولة الإمارات العربية المتحدة. المشروع يشمل العديد من ناطحات السحاب تقع في امتداد مساحة خور دبيّ. ويحتوي المشروع على 240 بناية تجاريّة كانت أم سكنيّة. وقد تم الانتهاء من أعمال البنية التحتية في عام 2008 ويتوقّع إنهاء المشروع بين 2012-2015. يعتبر الخليج التجاري جزء من رؤية الشيخ محمد بن راشد آل مكتوم، حاكم دبي. بحيث يشكل الخليج التجاري شبه مدينة جديدة داخل مدينة دبي بُنيت لتكون مجمع خاص للأعمال وتجاري وسكني أيضاً كامتداد جديد لخور دبي ابتداءً من راس الخور وحتى شارع الشيخ زايد. يقع الخليج التجاري على مساحة 5,900 كيلو متر مربّع، وعند انتهائه سيتضمن مكاتب وأبراج سكنيّة وشبكة من الطرقات والقنوات. وستصبح عاصمة أعمال المنطقة ومنطقة التملّك الحرّ.

## الموقع
تقع منطقة الخليج التجاري  على طول قناة دبي المائية، وقبالة منطقة وسط مدينة دبي وتبعد عن شارع الشيخ زايد وسيتي ووك جميرا  15 دقيقة بالسيارة و 30 دقيقة بالسيارة عن مطار دبي الدولي و 45 دقيقة عن الشارقة

## التطوير
عمليات التطوير تغطّي مساحة 4,360 كليو متر مربّع، وتغطّي المنطقة القابلة للتأجير مساحة 7,290 كيلو متر مربّع. والإسيتيعاب السكّاني للمشروع يزيد عن 191,000 شخص. أما عدد الموظفّين والعاملين وغيرهم يصل إلى 110,000. مما يجعل الإستيعاب البشري بشكل كامل 300,000. التطوير التجاري سيتضمن 246,494.4 متر مربّع لتحتل نسبة 18.5% من عملية التطوير، أما الأعمال المتعددة ستشمل مساحة 59.4% والمساحة المخصصة للأغراض السكنية ستغطي ما نسبته 22.1%. وستبلغ الكلفة الإجمالية لمشروع الخليج التجاري مبلغ 110 مليار درهم إماراتي (30 مليار دولار أمريكي).

## ميدان الخليج
ميدان الخليج (باي سكوير) يعتبر مجمع متعدد الأعمال والإستخدامات داخل الخليج التجاري كمنطقة مخصصة للمشاة فقط تشمل ممرات مُشاة تعلو قنوات وممرات مائيّة. لتغطي مساحة 220 كيلو متر مربع ويقع ميدان الخليج على بعد 1 كيلومتر عن شارع الشيخ زايد. ويحتوي على قنوات وممرات ممشاة أضافة إلى مطاعم ومقاهي ومحال بيع بالتجزئة. وتغطي المساحات المكتبيّة 1,500 متر مربّع، وتشمل شركات مختلفة ذات النطاقات الصغيرة والمتوسطة. بحيث يشمل ميدان الخليج على 575 مكتب تقريباً بمعدل مساحة 190 متر مربع.

## الأبراج الرئيسية
تتكون الأبراج الرئيسية للخليج التجاري من 12 برج. بحيث تشمل أبراج سكنية وتجارية ومكتبية. وهي الأبراج الأولى التي سيتم الانتهاء منها ضمن المشروع لتشكل مدخل منطقة الخليج التجاري. بحيث تكون منصّة مشكلة من ثلاثة طوابق توصِل كافة الأبراج مع بعضها إضافة إلى فيجن تَوَر (Vision Tower) الذي تم الانتهاء منه عام 2011 ومتصّل بممر خاص.

## توسعَة خور دبيّ
توسعة خور دبي هي جزء من تطوير الخليج التجاري. الخطّة تشمل تمديد الـ 14 كيلومتر التي يحتلها الخور إلى 26.2 كيلومتر. بحيث يمتد من موقعه الأصلي إلى خليج دبي ومنه إلى الخليج العربي عبر حديقة الصفا والجميرة.

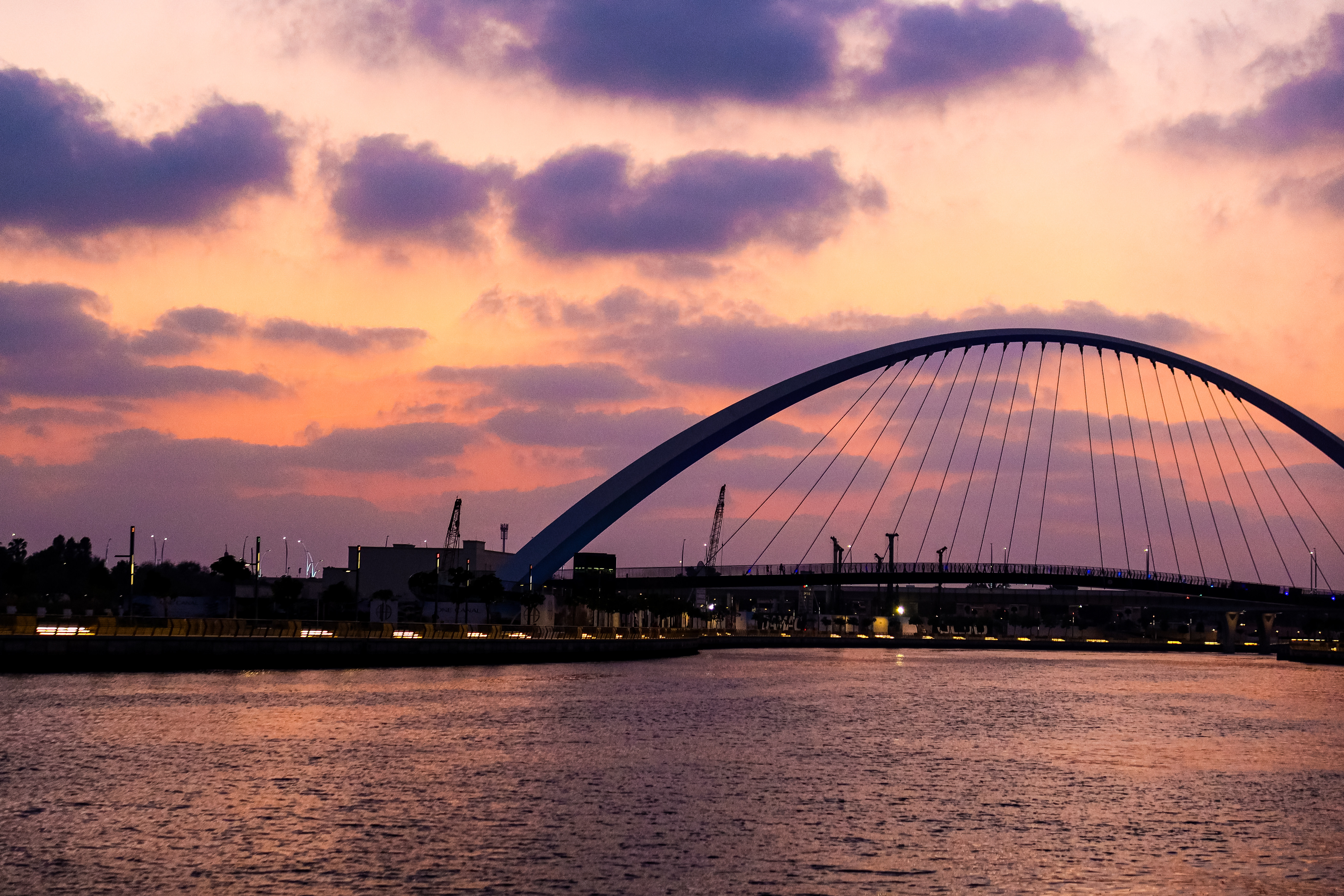
جسر التسامح على القناة المائية في منطقة الخليج التجاري

## قناة دبي المائية
وهي قناة  تربط منطقة الخليج التجاري بمياه الخليج العربي، مرورًا بقلب دبي. افتتحت  عام 2016 ويبلغ طولها 3.2 كم وتمر عبر شارع الشيخ زايد وتضم  5 جسور للمشاة و مضمار ركض يبلغ طوله 3 كم

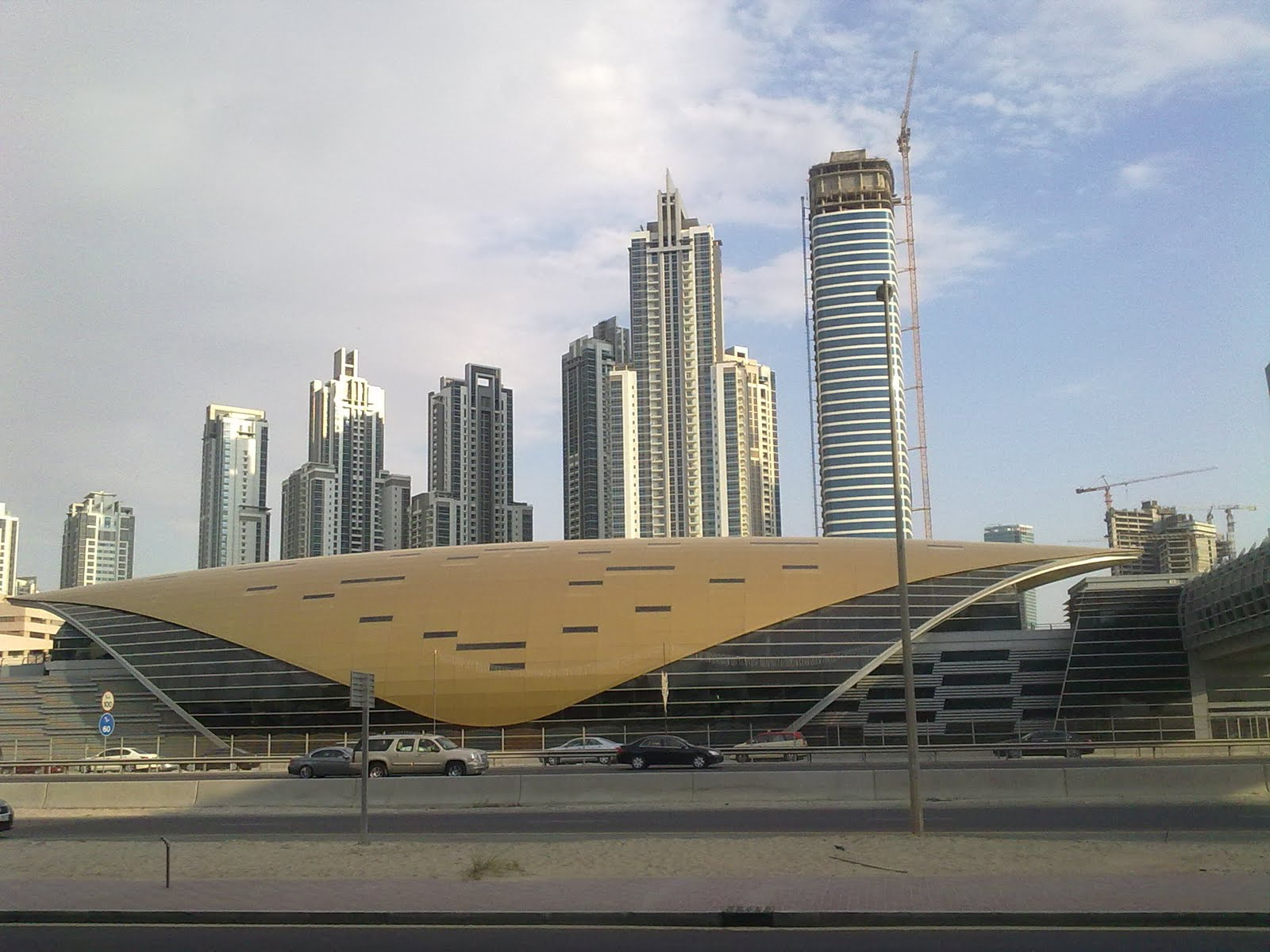
محطة الخليج التجاري

## النقل والمواصلات
يتصل الخليج التجاري بالخطّ الأحمر لمترو دبي من خلال محطة خليج الأعمال والتي تم افتتاحها في 25 نيسان من عام 2012 مع بقية محطات الخطر الأحمر للميترو.

## صور

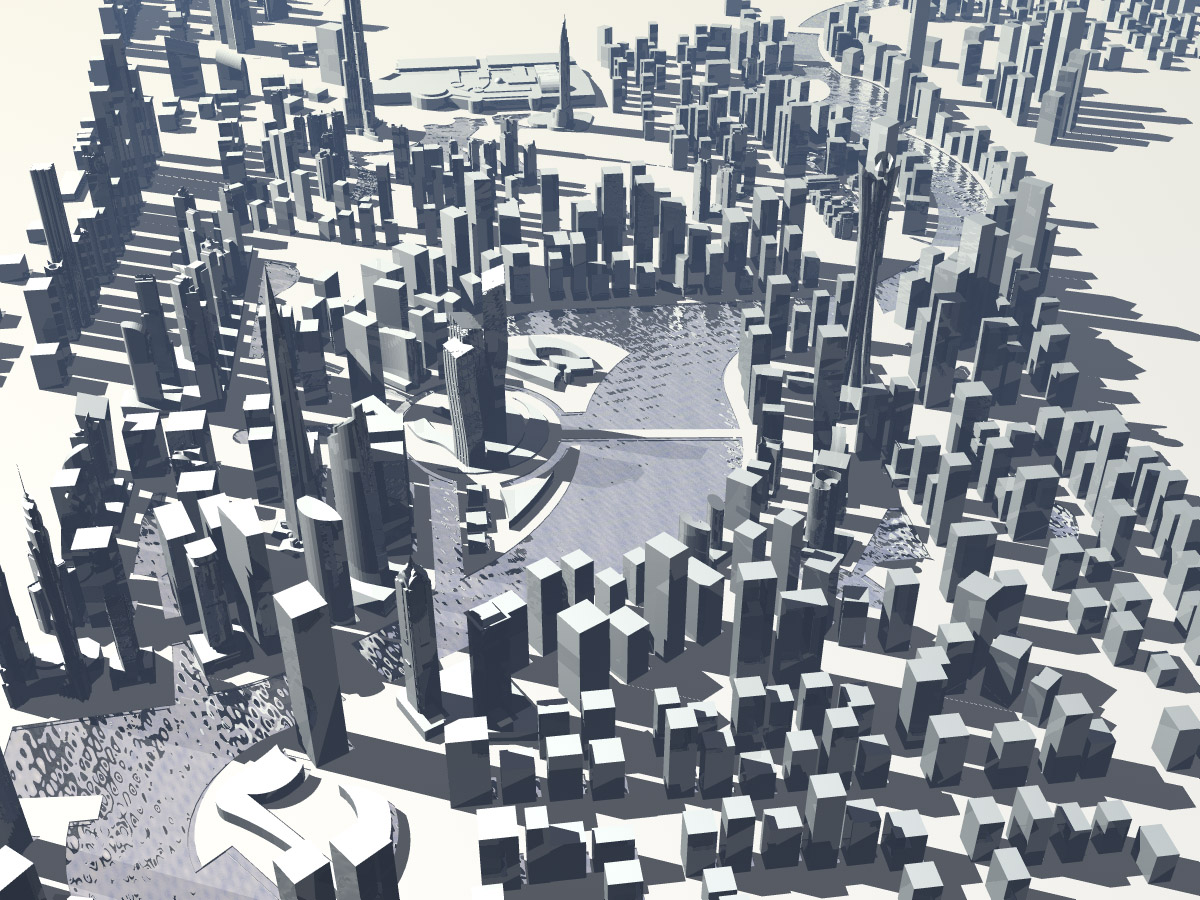
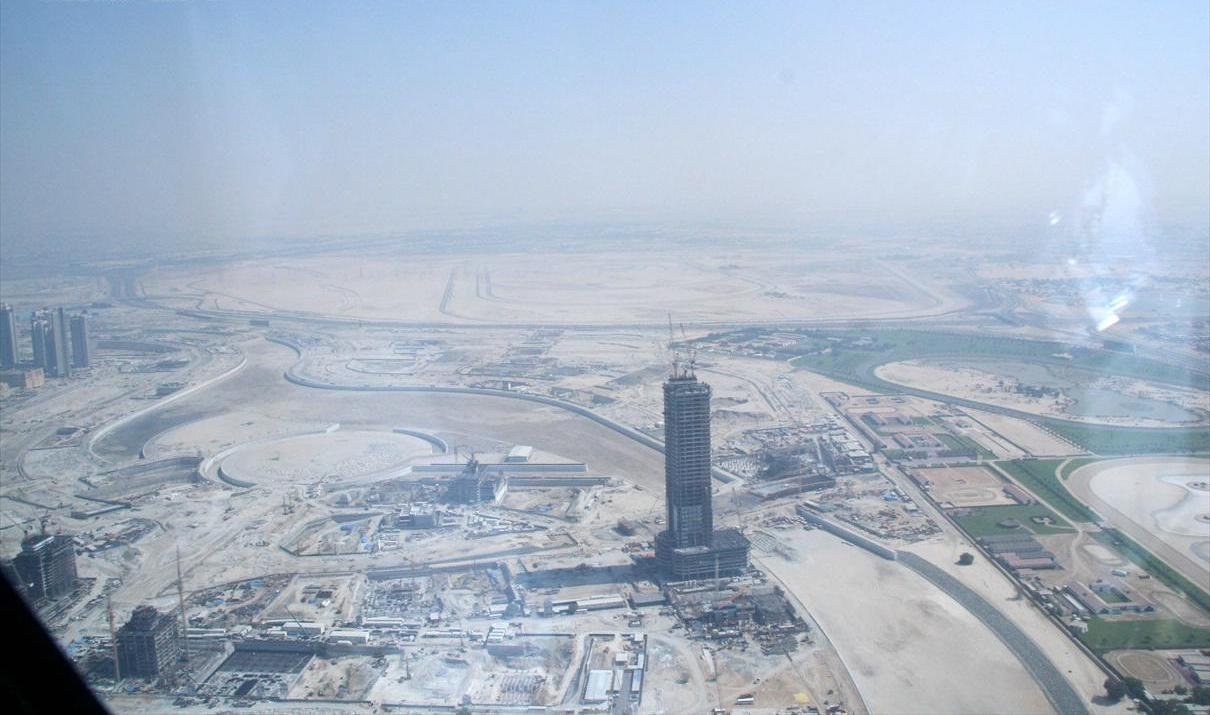
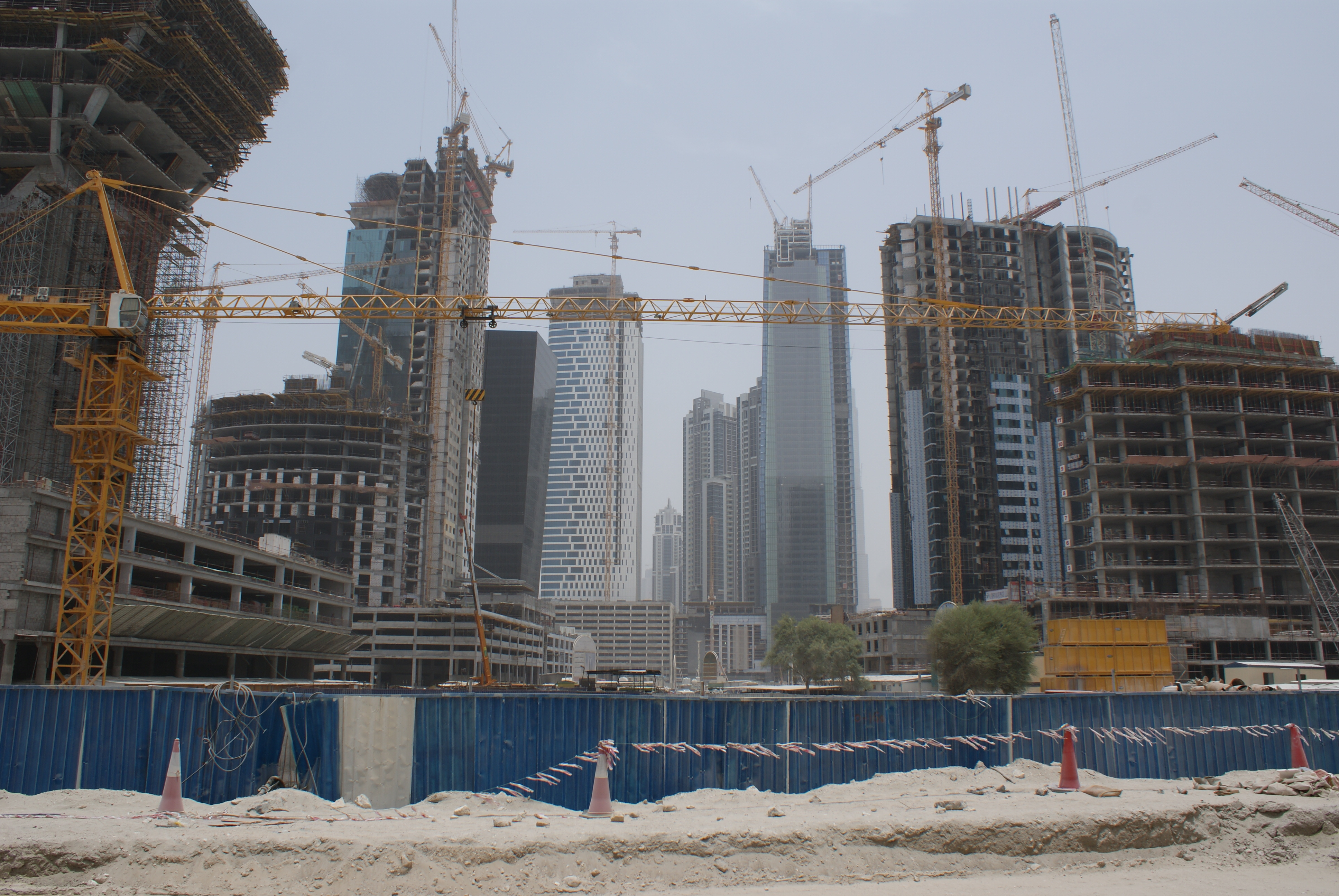
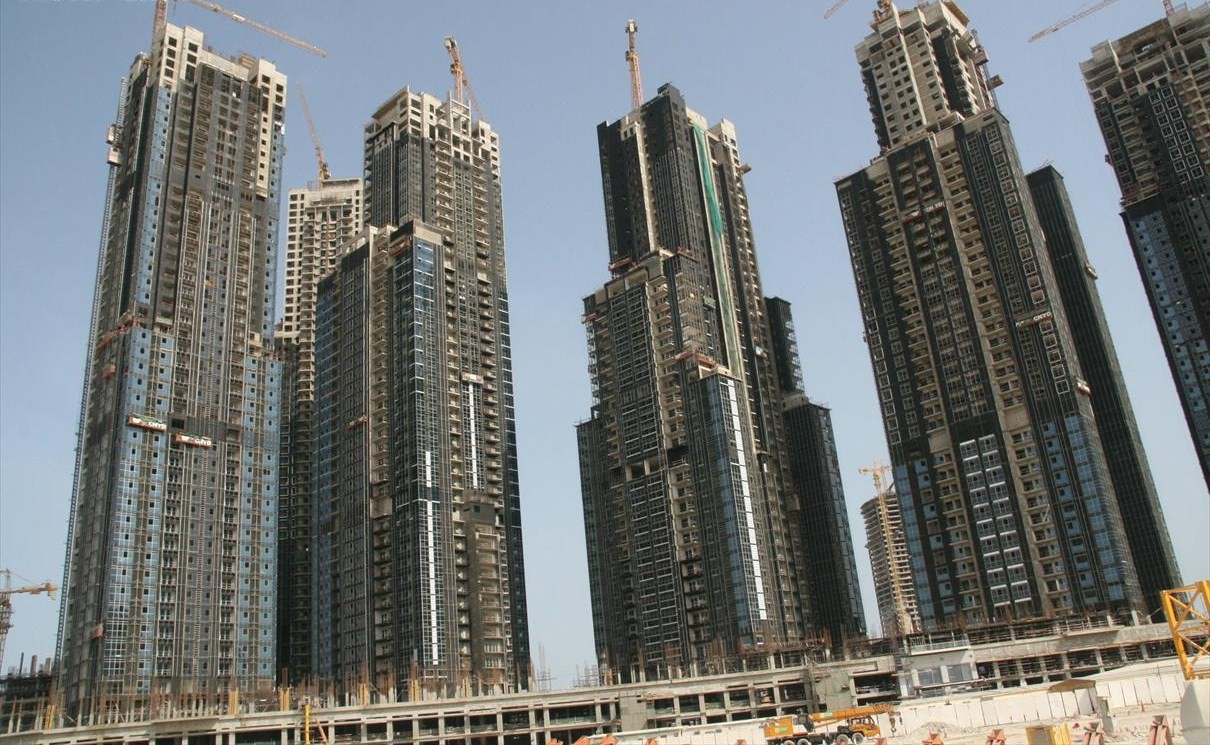
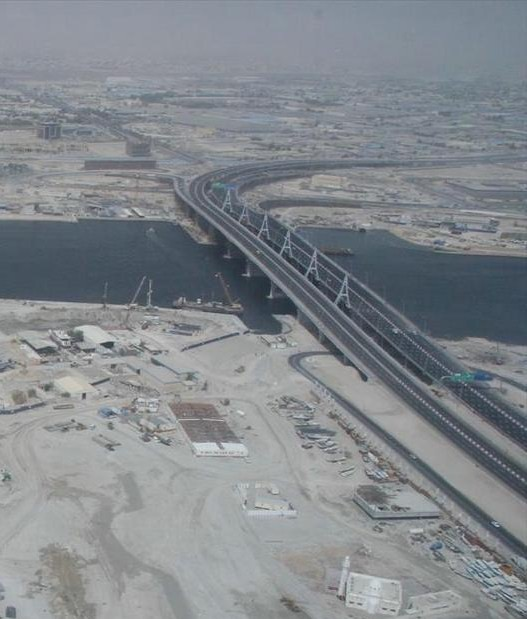

|    | الاسم                             | الإرتفاع m (ft) | الطوابق | السنة | ملاحظات                                          |
| -- | --------------------------------- | --------------- | ------- | ----- | ------------------------------------------------ |
| 1  | JW Marriott Marquis Dubai Tower 1 | 355 (1,165)     | 77      | 2012  | أطول فندق في العالم.                             |
| 2  | JW Marriott Marquis Dubai Tower 2 | 355 (1,165)     | 77      | 2012  | [ 7 ] [ 9 ]                                      |
| 3  | Ubora Tower 1                     | 263 (862)       | 58      | 2011  | [ 10 ] [ 11 ]                                    |
| 4  | برج الرؤية                        | 260 (853)       | 60      | 2008  | [ 12 ] [ 13 ]                                    |
| 5  | Churchill Residency               | 235 (771)       | 61      | 2010  | [ 14 ] [ 15 ]                                    |
| 6  | The Bay Gate*                     | 221 (725)       | 53      | 2012  | Under construction – building topped out in 2008 |
| 7  | Trident Grand Residence           | 220 (722)       | 45      | 2009  | [ 18 ]                                           |
| 8  | الأبراج التنفيذية                 | 208 (683)       | 52      | 2009  | [ 13 ]                                           |
| 9  | The Citadel                       | 201 (659)       | 48      | 2008  | [ 19 ] [ 20 ]                                    |
| 10 | Horizon Tower                     | 190 (623)       | 45      | 2006  | [ 21 ] [ 22 ]                                    |
| 11 | Platinum Tower                    | 190 (623)       | 44      | 2012  | [ 23 ] [ 24 ]                                    |
| 12 | Executive Tower B                 | 188 (618)       | 47      | 2008  | [ 25 ] [ 26 ]                                    |
| 13 | Lake Terrace                      | 187 (614)       | 40      | 2008  | [ 27 ] [ 28 ]                                    |
| 14 | Sidra Tower                       | 187 (614)       | 45      | 2009  | [ 29 ] [ 30 ]                                    |
| 15 | City Premiere Hotel Apartments    | 186 (611)       | 45      | 2011  | [ 31 ]                                           |
| 16 | Bay Central 2*                    | 180 (591)       | 50      | 2012  | [ 32 ]                                           |
| 17 | Mazaya Business Avenue 1          | 180 (591)       | 50      | 2011  | [ 33 ]                                           |
| 18 | Mazaya Business Avenue 2          | 180 (591)       | 50      | 2011  | [ 34 ]                                           |
| 19 | Bay Central 2                     | 180 (591)       | 40      | 2012  | [ 32 ]                                           |
| 20 | Mazaya Business Avenue 3          | 180 (591)       | 50      | 2011  | [ 35 ]                                           |
| 21 | Al Manara                         | 163 (534)       | 35      | 2011  | [ 19 ] [ 20 ]                                    |

## وصلات خارجية
- الموقع الرسمي